# محافظة الخليل (الأردن)
محافظة الخليل هي تقسيم إداري أردني سابق. ظهر بعد ما عرف أردنيا وفلسطينيا باسم وحدة الضفتين عام 1950 بينما لم تعترف بتلك الوحدة عالميا سوى المملكة المتحدة والباكستان والمملكة العراقية. كانت القدس تمثل إحدى المحافظات الثلاث التي في منطقة الضفة الغربية. كانت المحافظة تتكون من لواء واحد هو لواء الخليل والذي لم يضم أية أقضية. انتهت المحافظة وحلت بموجب قرار فك الارتباط الإداري والقانوني عام 1988.